# Liste der Monuments historiques in Montagny-Sainte-Félicité
Die Liste der Monuments historiques in Montagny-Sainte-Félicité führt die Monuments historiques in der französischen Gemeinde Montagny-Sainte-Félicité auf.

## Liste der Bauwerke
| Bezeichnung         | Beschreibung                  | Standort | Kennzeichnung | Schutzstatus | Datum | Bild           |
| ------------------- | ----------------------------- | -------- | ------------- | ------------ | ----- | -------------- |
| Kirche Ste-Félicité | Erbaut im 12./13. Jahrhundert | (Lage)   | PA00114751    | Classé       | 1962  | weitere Bilder |

## Liste der Objekte

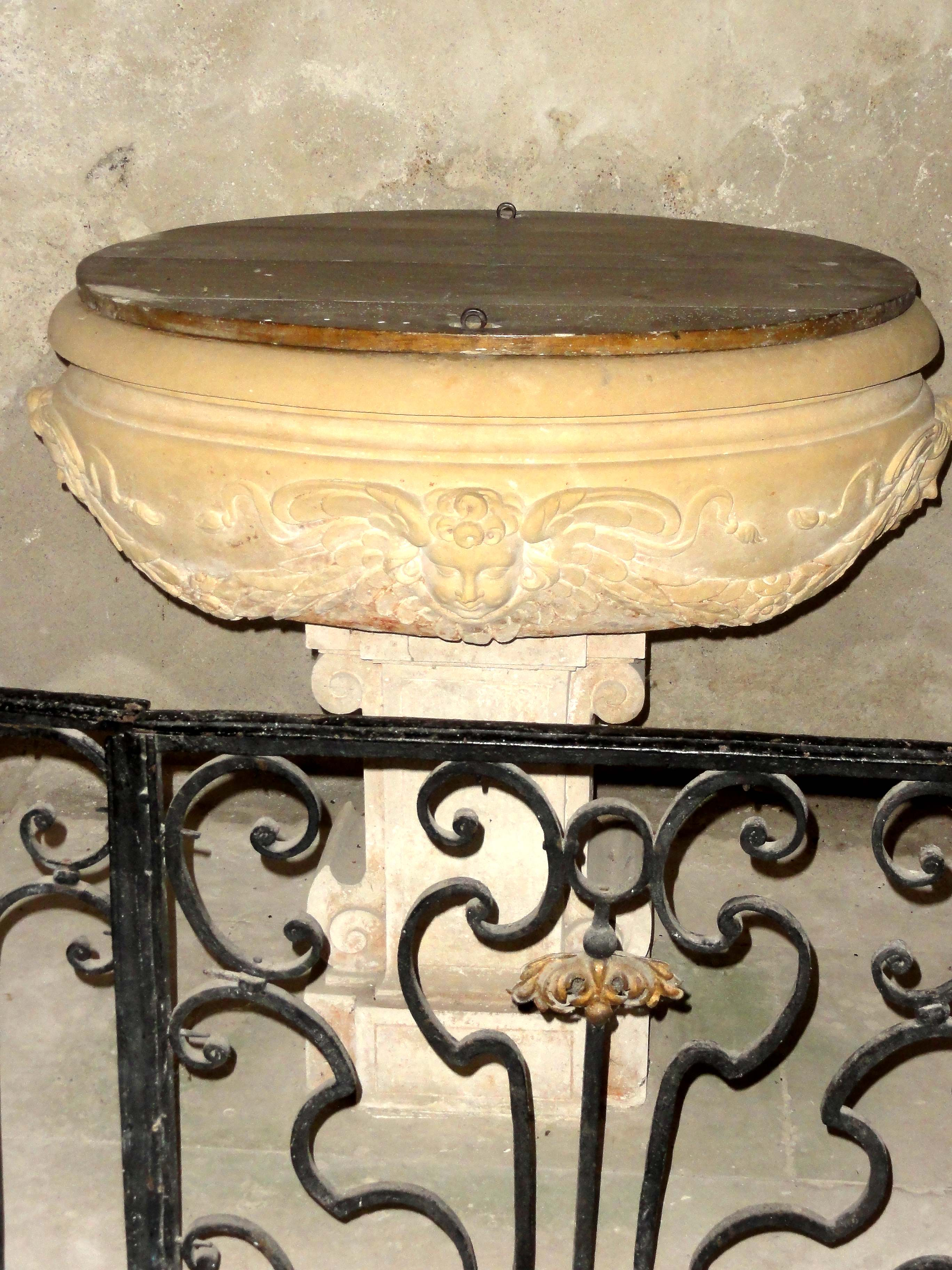
Taufbecken in Montagny-Sainte-Félicité

- Monuments historiques (Objekte) in Montagny-Sainte-Félicité in der Base Palissy des französischen Kultusministeriums

Siehe auch: Taufbecken (Montagny-Sainte-Félicité) und Weihwasserbecken (Montagny-Sainte-Félicité)